# Flavours
Flavours è un album in studio del gruppo musicale canadese The Guess Who, pubblicato nel 1974.

## Tracce
1. Dancin' Fool – 3:34
2. Hoe Down Time – 3:52
3. Nobody Knows His Name – 3:19
4. Diggin' Yourself – 3:42
5. Seems Like I Can't Live with You, But I Can't Live Without You – 5:28
6. Dirty – 5:30
7. Eye – 3:57
8. Loves Me Like a Brother – 3:26
9. Long Gone – 7:59

## Formazione
- Burton Cummings – voce, tastiera
- Domenic Troiano – chitarra, cori
- Bill Wallace – basso, cori
- Garry Peterson – batteria